# Gregory Pincus
Pour les articles homonymes, voir Pincus.
Gregory Goodwin Pincus (né le 9 avril 1903 à Woodbine et mort le 22 août 1967 à Boston) est un médecin et biologiste américain, co-inventeur de la pilule contraceptive.

## Biographie

### Naissance et éducation
Grégory Pincus est né à Woodbine, New Jersey, de parents immigrants polonais de religion juive. Il a attribué à deux oncles agronomes son intérêt pour la recherche. Il était un grand manager scientifique. On le surnommait "Goody" Pincus.On disait que son QI était de 210 et sa famille le considérait comme un génie.
Il étudia à l’Université Cornell (New York) et obtint une licence en agriculture en 1924. Il enseigna ensuite la zoologie à l’Université d’Harvard tout en poursuivant ses études de maîtrise et de doctorat. De 1927 à 1930, il quitta l’université d’Harvard pour l'université de Cambridge en Angleterre, où il effectua des recherches à l'institut de biologie Kaiser Wilhelm avec Richard Goldschmidt. En 1930, il devint professeur de physiologie générale à l'Université d’Harvard et fut promu professeur adjoint en 1931.

### Carrière
En 1944, il devient président de l'institut Worcester Foundation for Experimental Biology fonctionnant grâce à des fonds privés à Shrewsbury, une petite ville du Massachusetts proche de Boston.

### Récompenses
Pincus reçut de nombreuses récompenses parmi lesquels figurent le prix Oliver Bird en 1960, le prix Julius A. Koch en 1962, et le prix des réalisations scientifiques de l’Association Médicale Américaine (American Medical Association) en 1967.
Pincus fut reconnu pour avoir créé une conférence d’endocrinologues appelée « La conférence des hormones de la Laurentienne ». Il présidait cette conférence dont le but était de discuter des hormones du système endocrinien. Des endocrinologues du monde entier y assistèrent.

### Décès
Il meurt de manière inattendue le 22 août 1967 à Boston à la suite d'une leucémie d'une espèce particulière dont il n'avait jamais parlé. Il était agé de 64 ans et vivait à Northborough, dans le Massachusetts. Ses funérailles ont eu lieu le 25 août 1967 au Temple Emanuel à Worcester, Massachusetts.

## Apports scientifiques
En 1936, il s’intéresse à la reproduction, à l'ovulation, à la fécondation et aux processus hormonaux qu'ils commandent. Il réalise des expériences avec les œstrogènes et montre que ces derniers peuvent provoquer une stérilité temporaire chez la lapine. 
En 1939, il est le premier à réaliser une parthénogenèse chez un mammifère, une lapine, et ouvre la voie aux techniques de clonage modernes. C'est au bout de 200 tentatives que l’expérience fut couronnée de succès. Il avait obtenu ce résultat étonnant en refroidissant les œufs de la femelle vierge avant de les replacer dans l’utérus maternel. 
En 1951, Pincus et son collaborateur le docteur Min-chueh Chang confirment que la progestérone, injectée à des lapines, à doses relativement importantes, empêchait leur ovulation. 
En 1956, il met au point la première pilule contraceptive avec Noretindrona synthétisée par Luis E. Miramontes au Mexique en 1951. Ceci était le résultat de l'application, de la réaction de Birch à l'éthistérone (ou éthynyl-testostérone). En fait ,celle ci avait été appliquée d'abord à de la testostérone, donnant de la 19-nor-testostérone (également appelée nandrolone). Soumise à l'addition d’acétylène, cette molécule conduit, de la même façon que son analogue "entier", à un nor-stéroide " éthynylé" : le 19-nor-17α-éthynyl-testostérone, baptisé par la suite Noréthindrone. Les tests avaient débuté une dizaine d'années auparavant, à partir de diverses formes, qui ne bloquaient pas complètement l'ovulation mais contraignaient la régulation du cycle menstruel.
L'expérimentation fut pratiquée sur des femmes australiennes, françaises et portoricaines dont les médecins avaient porté la candidature. Les premières expériences furent mitigées, les doses d'hormones administrées étant beaucoup trop fortes. Cependant, la pilule fut mise en vente aux États-Unis dès 1957, mais uniquement comme moyen curatif aux dérèglements chez certaines femmes. Enfin, en 1960, elle fut autorisée à la vente comme contraceptif, aux États-Unis d'abord, puis dans tout le monde développé, non sans opposition de la part des gouvernements les plus conservateurs.
Son travail sur la pilule a été financé par la millionnaire Katharine McCormick, rencontrée  en 1953 à l'initiative de Margaret Sanger, une militante américaine qui avait fait la connaissance de Pincus en 1951.

### Essais cliniques de la pilule contraceptive
Pincus réalise, avec l’aide du docteur John Rock, des essais cliniques à grande échelle sur des femmes au Massachusetts. En effet, John Rock accepta de tester les potentiels effets contraceptifs de la progestérone découverts par Pincus sur ses patientes atteintes de problèmes de fertilité (en pensant que cela permettrait de bloquer l’ovulation le temps du traitement et de faire ensuite un effet « rebond » permettant une ovulation et donc une grossesse). Les résultats ont démontré que sur 80 femmes traitées avec de la progestérone, 13 d’entre elles ont réussi à tomber enceinte après l’arrêt du traitement.
Les résultats de ces essais cliniques ont surtout servi à prouver le pouvoir contraceptif de la progestérone.
Pincus et Rock ont donc camouflé le véritable objectif de leurs essais cliniques car sous couvert de recherches sur la fertilité, ces derniers testaient en réalité le pouvoir contraceptif de la progestérone.

### Impact durable
La pilule contraceptive développée par Pincus changea la vie de famille puisqu’elle a permis aux femmes de faire ce qui leur plaisait sans avoir d’enfant. Les femmes contrôlaient davantage leur vie familiale et leur comportement sexuel, ce qui changea la façon dont les femmes et les relations étaient perçues et ouvrit la voie à la Révolution Sexuelle.  

### Controverses

#### Influence de l'Eglise catholique
Lors de ses études sur la mise au point de la pilule contraceptive, Pincus doit faire face à la forte opposition de l’église vis-à-vis de la pilule contraceptive. En effet, cette dernière a beaucoup influencé le travail de Pincus puisqu’il a mis au point une pilule basée sur un traitement durant 20 jours qui stoppe l’ovulation tout en permettant aux femmes d’avoir leurs règles chaque mois afin d’imiter le cycle « naturel » de la femme et donc faire passer la pilule comme étant un moyen « naturel » et raisonnable de contrôle des naissances aux yeux de l’Eglise catholique. 
De plus, les recherches concernant les lapines vierges et mères furent controversées par l'Église qui jugeait que cela remettait en cause l'Évangile[réf. souhaitée]. Il est vrai qu'à l'époque, les journaux américains parlait même de « pincogénèse ».

## Postérité
Le laboratoire de recherche créé par Étienne-Émile Baulieu au Kremlin-Bicêtre porte le nom de Gregory Pincus.